# Harold Ockenga
Harold John Ockenga (ur. 6 czerwca 1905 w Chicago, zm. 8 lutego 1985) – amerykański duchowny kongregacjonalistyczny, teolog i czołowy twórca neoewangelikalizmu w latach 40. XX wieku w USA.

## Życiorys
W 1926 ukończył studia na Taylor University w stanie Indiana. W 1930 otrzymał dyplom Westminster Theological Seminary w Filadelfii. W tym samym roku został ordynowany na duchownego prezbiteriańskiego. Był pastorem w zborach prezbiteriańskich i kongregacjonalistycznych w Pittsburghu i Bostonie. W 1939 uzyskał doktorat w University of Pittsburgh. Początkowo reprezentował postawę właściwą fundamentalizmowi protestanckiemu, lecz stopniowo przyjmował poglądy prokulturowe i umiarkowane, określane później mianem "neoewangelikalnych" (ang. Neoevangelicalism). Szybko stał się wiodącym przedstawicielem tej odmiany ewangelikalizmu, czego wyrazem było objęcie przezeń funkcji prezesa nowo powstałego National Association of Evangelicals (1942–1944). Był współzałożycielem Fuller Theological Seminary w Pasadenie, stworzonego jako ośrodek formacyjny dla liderów neoewangelikalizmu.  Wraz z Billy Grahamem założył w 1956 czasopismo „Christianity Today”. W latach 1969–1979 pełnił funkcję prezydenta nowo powstałego Gordon-Conwell Theological Seminary w South Hamilton (Massachusetts). Obok m.in. Billy Grahama i Johna Stotta był jednym z głównych inicjatorów Lozańskiego Kongresu Ewangelizacji Świata (1974).

## Wybrane publikacje
- These Religious Affections, Grand Rapids 1937
- Our Protestant Heritage, Grand Rapids 1938
- Have You Met These Women?, Grand Rapids 1940
- Every One That Believeth, New York 1942
- The Comfort of God, New York 1944
- The Spirit of the Living God, New York 1947
- Faithful in Christ Jesus, New York 1948
- The Church in God, Westwood 1956
- Protestant Preaching Through Lent, Grand Rapids 1957
- Power Through Pentecost, Grand Rapids 1959
- The Epistles to the Thessalonians, Grand Rapids 1962
- Women Who Made Bible History, Grand Rapids 1962

## Literatura
- Two Reformers of Fundamentalism. Harold John Ockenga and Carl F. H. Henry, red. Joel A. Carpenter, New York 1988
- Harold Lindsell, Park Street Prophet. A Life of Harold John Ockenga, Wheaton 1951
- Garth M. Rosell, The Surprising Work of God. Harold John Ockenga, Billy Graham, and the Rebirth of Evangelicalism, Grand Rapids 2008